# Emma Peters
Emma Peters (* 25. November 1996 in Lille; auch Emma Péters) ist eine französische Pop- und Nouvelle-Chanson-Sängerin und Songwriterin. Bekannt wurde sie nach der Veröffentlichung des Tracks Clandestina. Es existieren diverse Remixes ihrer Songs.

## Leben und Wirken
Peters wuchs in Senlis in einer musikbegeisterten Familie auf. Mit sieben Jahren begann sie, Gitarre zu spielen, nahm jedoch nie Gesangsunterricht. Sie coverte ab 2015 Songs aus Pop, Rap und Chanson u. a. von Elvis Presley, Adele, Edith Piaf, Henri Salvador, Lomepal und PNL, die sie auf ihrem YouTube-Kanal hochlud. Dabei wurde Peters auch von Véronique Sanson, Michel Berger, MC Solaar oder Camille beeinflusst, die sie zu ihren musikalischen Vorbildern zählt. 2017 veröffentlichte sie ihr erstes Cover Clandestina, welches daraufhin von zahlreichen DJs remixt wurde und größere Bekanntheit erlangte. Der Song erreichte 40 Millionen Streams auf Spotify. Dieser Umstand motivierte sie dazu, mehr Songs aufzunehmen und auf ihrem YouTube-Kanal hochzuladen. Daraufhin kamen DJs auf sie zu, die dann ihre Cover wie Too handsome von Lomepal remixten und zu Alben produzierten. 2021 erschien ihre erste EP Fous Etc. und im März 2022 ihr Debütalbum Dimanche.

## Diskografie

### Alben
- 2021: Le temps passe (EP)
- 2022: Dimanche

### Singles
- 2019: Clandestina (Edmofo Remix, FR: Platin)[9]
- 2020: Je mens
- 2021: Fous (FR: Gold)
- 2021: Traverser
- 2021: Gisèle (feat. Juicy Cola, FR: Gold)
- 2021: Le temps passe (FR: Gold)
- 2022: Envoie-moi une musique
- 2022: Feu
- 2022: C’est bon